# Giovanni de Gamboa
Giovanni de Gamboa est un écuyer napolitain du début du XVIIe siècle qui fut un des élèves de Gianbatista Pignatelli, une des figures les plus importantes de l'équitation italienne de la Renaissance, et qui a écrit un traité d'équitation, La raggione dell’arte di cavalcare.

## Biographie
Comme son maître, Giovanni de Gamboa est originaire de Naples. Dans la première dédicace de son traité à un sénateur sicilien, il indique avoir formé une compagnie de cavalerie légère au service de la ville de Palerme qu’il a entretenu à ses frais pendant un an avant qu’un capitaine d’une autre compagnie de chevaux légers n'arrive d’Espagne. Il explique avoir été ensuite capitaine d’une autre compagnie de chevaux légers au service du Prince de Butera, vicaire général du royaume des Deux-Siciles, puis avoir travaillé comme écuyer dans plusieurs villes italiennes dont Naples, Milan, Turin et Gênes où il est au service des familles Doria et Pallavicini. Il a encore été au service du comte gouverneur Fulvio Rangon en Emilie-Romagne (que l'on appelait  à l’époque « région de Lombardie ») .

## La raggione dell’arte di cavalcare
L’ouvrage de Giovanni de Gamboa, La raggione dell’arte di cavalcare est imprimé à Palerme en 1606. Il est écrit dans un style approximatif qui rend sa lecture assez difficile pour le lecteur d'aujourd'hui. Son intérêt peut être considéré comme mineur par rapport à d'autres ouvrages d'élèves de Pignatelli comme ceux de Salomon de La Broue ou d'Antoine de Pluvinel, mais il n'en présente pas moins une conception raffinée de l'art équestre qui s'enracine dans les enseignements de Pignatelli. Come les autres auteurs napolitains contemporains, il indique que Pignatelli se consacra à l’enseignement quand il ne fut plus lui-même capable de monter.
Le livre est écrit sous la forme d’un dialogue entre l’auteur et Don Antonio Morso, baron de Gibellina député du royaume et capitaine de justice de Palerme en 1615-1616, et qui devint marquis de Gibellina en 1619.
Gamboa distingue trois aspects dans l’art équestre : le dressage, la technique équestre elle-même et l’art de brider, c’est-à-dire l'art de savoir choisir le bon mors convenant à un cheval. Le premier aspect nécessite une grande expérience de la part du cavalier qui doit être capable d’adapter le travail au tempérament et à l'inclination de chaque équidé. Gamboa insiste sur la pratique d’une démarche en douceur et sans violence dans laquelle le poulain à débourrer doit déjà être calme lorsqu'il est à l'écurie. Ensuite, le cavalier peut commencer à le monter avec une selle rembourrée plus légère et plus douce que celles utilisées à l’époque pour entraîner les chevaux. Il insiste sur le fait qu’il est important de procéder progressivement afin que le cheval comprenne ce que lui demande son cavalier, sans l’inquiéter mais en l’encourageant et en prenant soin de ne pas le fatiguer afin de préserver sa bonne volonté.
Comme Marco de Pavari, Giovanni de Gamboa suggère de distraire le cheval quand il est monté pour la première fois en lui donnant de l’herbe à manger. Ensuite, il propose de le pousser à avancer de quelques pas en lui montrant l’herbe qui se trouve à une certaine distance; un cheval expérimenté pouvant être placé à côté de lui pour le rassurer, ou, encore mieux, il recommande de le faire tenir en main par le palefrenier qui prend soin de lui au quotidien. Il insiste pour que le jeune cheval non encore dressé  ne soit pas surmené, à la fois pour ne pas porter préjudice à sa santé et pour ne pas le décourager. Il ajoute qu’il est préférable au début de le mettre au trot sur une ligne droite et non sur un cercle, ce qui serait plus fatigant pour lui. Il explique que les jeunes chevaux dressés sur le cercle ont tendance trop tôt à adopter de mauvaises attitudes, comme une cambrure intérieure de l’encolure excessive, ou une croupe tournée vers l’extérieur, qu’il est difficile ensuite de corriger sans beaucoup de travail de la part du cavalier.
L'Art, tel que mentionné dans le titre de l'ouvrage, concerne d’abord la connaissance théorique du cavalier. Selon Giovanni de Gamboa, la théorie procure des concepts généraux qui permettent au cavalier de comprendre les causes des imperfections de chaque cheval et de mettre en application les remèdes appropriés. La compréhension des théories sur lesquelles se fonde l’art équestre permet aussi d’apprendre à monter plus facilement. Et c’est parce qu’ils ignorent les bases théoriques de l’équitation que, selon Gamboa, beaucoup de cavaliers agissent aveuglément, en utilisant des moyens violents qui ont pour résultat de démoraliser et de dégoûter les pauvres animaux. Un cheval abattu et dégoûté parce qu'il a été soumis par des moyens brutaux n’aura jamais la beauté d’un animal calme qui bouge à l’unisson de la volonté de son cavalier.
Il résulte de ces principes, des règles de bon sens qui sont toujours pleinement valables aujourd'hui. Par exemple, l’attitude correcte de la tête et de l’encolure doit être demandée progressivement au cheval. Vouloir obtenir immédiatement la flexion par la force produit l’effet inverse, causant une résistance inévitable et la défense de l’animal. De même, Giovanni de Gamboa soutient que le cheval qui a tendance à baisser la tête et à s’appuyer sur le mors doit être monté avec un seul caveçon, en le faisant trotter dans des descentes et des montées afin qu’il trouve de lui-même son équilibre naturel. Il avertit ceux qui croient résoudre ce problème en changeant de bride qu’ils se trompent. Chaque cheval, conclut Gamboa, peut être dressé aux exercices équestres qu’il exécutera en fonction de ses possibilités naturelles. C’est au cavalier d’évaluer les aptitudes de chaque cheval et d’adapter son dressage afin de mettre en valeur ses meilleures qualités. Pour cette raison, l’entrainement doit être guidé par deux principes fondamentaux : le premier qui prime sur tout le reste est de garder à l’esprit de ne pas fatiguer le cheval à l’extrême, et le second est de toujours commencer par lui enseigner les choses qui lui sont le plus facile à comprendre et à exécuter.
Le programme de formation proposé par Giovanni de Gamboa est assez original et se rapproche de la doctrine de Pluvinel, mais en utilisant d’autres techniques. Le maître français insiste aussi sur la nécessité d’éviter toutes formes de violences gratuites car seul le cheval qui veut travailler peut exprimer toute sa beauté, concept qu'il répète avec la même insistance que Gamboa. Même si le traité de ce dernier a été publié dix-neuf ans avant celui de Pluvinel, il semble impossible qu'ils aient pu s'influer directement. Il est plus raisonnable de penser que les fortes ressemblances dans leur conception respective du dressage s'enracinent dans l’enseignement de Pignatelli qu'ils reçurent tous deux. Salomon de la Broue a aussi témoigné de l’inclination du maître napolitain pour une approche la plus douce possible du cheval.
Le traité de Giovanni de Gamboa démontre une nouvelle fois que le cliché du cavalier italien de la Renaissance qui est caractérise par sa brutalité est fausse. Il fournit aussi des informations sur la continuité entre les traditions équestres françaises et italiennes contrairement à de nombreux auteurs qui ont constaté une rupture assez marquée entre les deux écoles.